# Paris–Roubaix 1954
Das Eintagesrennen Paris–Roubaix 1954 war die 52. Austragung des Radsportklassikers und fand am Sonntag, den 11. April 1954, statt.
Das Rennen führte von Saint-Denis, nördlich von Paris, nach Roubaix, wo es im Vélodrome André-Pétrieux endete. Die Strecke war 246 Kilometer lang. 112 Fahrer platzierten sich. Der Sieger Raymond Impanis absolvierte das Rennen mit einer Durchschnittsgeschwindigkeit von 35,59 km/h.
Es führte eine kleine Gruppe von Favoriten, als Raymond Impanis auf Anweisung seines Sportlichen Leiters Antonin Magne 1500 Meter vor dem Ziel attackierte. Er überquerte die Ziellinie auf der Radrennbahn mit einem Vorsprung von 100 Metern. Er gewann damit in diesem Jahr das Triple aus Paris–Nizza, Flandern-Rundfahrt und Paris–Roubaix, was zuletzt Gaston Rebry im Jahr 1934 gelungen war.